# One to One: John & Yoko
One to One: John & Yoko es un documental de 2024 codirigido por Kevin Macdonald y Sam Rice-Edwards. La película sigue los años que John Lennon y Yoko Ono pasaron en un apartamento de Greenwich Village así como diversos acontecimientos de la política estadounidense tales como la presidencia de Richard Nixon y las protestas en Estados Unidos contra la guerra de Vietnam. Se centra en el concierto benéfico "One to One" que Lennon y Ono dierón para los niños de la Escuela de Willowbrook. Sean Lennon, hijo de Lennon y Ono, supervisó la masterización del audio de las imágenes del concierto.
La película fue anunciada el 29 de mayo de 2024 y se estrenó en el Festival Internacional de Cine de Venecia el 30 de agosto de ese año siendo seguida por proyecciones en el Festival de Cine de Telluride y en el Festival de Cine de Sundance bajo la distribución de Mercury Studios. El 21 de enero de 2025, Magnolia Pictures anunció la adquisición de los derechos de la película en Estados Unidos, tras lo cual anunciaron una fecha de estreno en los cines IMAX para el 11 de abril de ese año así como sus planes para su posterior estreno en streaming. En Reino Unido también se estrenaría en cines IMAX el 9 de abril de 2025 y posteriormente se estrenaría en los cines tradicionales el 11 de abril de ese año. En los cines no IMAX estadounidenses se estrenará el 18 de abril de 2025.

## Sinopsis
La película se centra en imágenes y audio del concierto benéfico "One to One" de Lennon y Ono celebrado en el Madison Square Garden en agosto de 1972 a beneficio de los niños de la Escuela de Willowbrook en Staten Island . Los conciertos benéficos "One to One" fueron las únicas actuaciones completas de Lennon después de la Separación de The Beatles en 1970.
La película también sigue su estancia de 18 meses en un apartamento de Greenwich Village entre 1971 y 1973.

## Antecedentes
El proyecto comenzó cuando a Macdonald le presentaron imágenes remasterizadas, restauradas y nunca antes vistas del concierto benéfico "One to One". Macdonald luego consideró el contexto más amplio de por qué se realizó el concierto, por lo que investigó más sobre las vidas y carreras de Lennon y Ono.
Macdonald luego intentó crear una película en torno al concierto benéfico así como al "compromiso político" de la pareja y su relación con la televisión. 
El material de este concierto fue originalmente lanzado en 1986 como el álbum y vídeo doméstico Live in New York City.

## Composición
Entre los clips del concierto benéfico "One to One", la película también junta grabaciones de video y audio de televisión, llamadas telefónicas y otros medios de la misma época destacando eventos históricos como la fallida gira de Lennon "Free the People" y las controversias en torno a la relación de Ono con Lennon y The Beatles.
La película también utiliza "material recientemente transferido y restaurado" de los años que Lennon y Ono pasaron en Greenwich Village "junto con elementos nunca antes vistos ni escuchados de los archivos personales de la pareja, incluyendo llamadas telefónicas y películas caseras". También se presenta una réplica del apartamento de Lennon y Ono.

## Recepción crítica
En sitio web Rotten Tomatoes, 78% de 18 críticos da reseñas positivas, con una calificación promedio de 7.2/10. En Metacritic la película tiene una puntuación de 82 sobre 100 basada en 7 criticas lo que indica una "aclamación universal".
The Guardian le dio a la película cuatro de cinco estrellas, afirmando que: «No estoy convencido de que el mundo necesite otra película de John Lennon... Pero Macdonald y Rice-Edwards han logrado encontrar y explotar una rica fuente de material bien escondida entre todas las otras fuentes menos prometedoras». El crítico la calificó como «una versión divertida, intensa y apasionada» de un documental musical que «devuelve la vitalidad a Lennon». 
The Hollywood Reporter escribió que: «A través de su caleidoscópico pero muy específico lente, la película ilumina un cambio generacional radical». El crítico observó la indagación de la película del optimismo, la defensa política y la paz durante los importantes acontecimientos históricos de los años setenta.
Variety calificó la película como "la más lograda y cautivadora de estos primeros planos de Lennon... La música le da forma y propulsión. Pero también lo hace la forma en que Macdonald, inspirándose en el habito televisivo de Lennon, presenta imágenes de la época como un montaje continuo de navegación entre canales". El crítico la calificó como "imprescindible"
Sean Lennon afirmó: «El documental de Kevin trae una perspectiva completamente nueva de la vida de mis padres durante sus años en Bank Street y sus primeros años en Nueva York, mostrando de primera mano su inquebrantable dedicación a promover la paz y la no violencia durante una época turbulenta de disturbios, corrupción y guerra innecesaria».

## Taquillas
Hasta el 16 de abril de 2025, la película ha recaudado $272251 dólares estadounidenses en todo el mundo.